# Like a Boy
Like a Boy – piosenka R&B stworzona przez Ciarę Harris, Candice Nelson, Muhammada Balewę, J. Que, Ezekiela Lewisa i Calvina Kenona do drugiego, studyjnego albumu wokalistki, Ciara: The Evolution (2007). Utwór został wydany jako trzeci singel z albumu w Stanach Zjednoczonych natomiast jako drugi w Europie. Wydanie utworu jako singel zostało potwierdzone w programie MTV News, a wybrany przed zakończeniem ankiety internetowej dotyczącej wyboru przez odzwiedzających profil artystki na witrynie Myspace drugiego singla z krążka. Utwory, które zostały wybrane do głosowania w ankiecie to „That’s Right” oraz „Can’t Leave 'Em Alone”. Singel nie odniósł w Ameryce Północnej takiego sukcesu jak w Europie. Utwór swą premierę w USA miał w radiu Mainstream Urban dnia 13 lutego 2007. Singel pojawił się na sklepowych półkach w Wielkiej Brytanii dnia 2 kwietnia 2007.

## Teledysk
Teledysk do singla reżyserowany był przez Diane Martel, która również współpracowała z wokalistką przy videoclipie do utworu „Promise”. Klip nagrywany był w drugiej połowie stycznia przez trzy dni. Videoclip miał premierę dnia 21 lutego 2007 na witrynie Yahoo! Music oraz w programie Access Granted stacji BET. Po raz pierwszy teledysk pojawił się na antenie MTV w programie TRL dnia 23 lutego 2007, a zadebiutował na liście przebojów tej audycji na miejscu #10 w dniu 26 lutego 2007. Najwyższa pozycja klipu to miejsce #4. W Wielkiej Brytanii klip miał premierę dnia 9 marca 2007 na kanale The Box. 8 marca 2007 klip zadebiutował na liście przebojów programu 106 & Park kanału BET; jego najwyższa pozycja to szczyt listy (#1). Teledysk znalazł się na pozycji #5 najczęściej ściąganych klipów z internetu opracowanego przez stronę internetową iTunes.
Czarno-biały teledysk zaczyna się z Ciarą, która siedzi na krześle ubrana jak mężczyzna. Jest bardzo wytatuowana, mówi zdanie: „2007. Ladies, I think it’s time to switch roles.”. Następnie pojawia się ona naprzeciw swojego chłopaka (granego przez futbolistę amerykańskiego Reggiego Busha). Podczas pierwszych wersów piosenki i na początku refrenu wokalistka tańczy z mężczyzną (w rzeczywistości jest to sama Ciara przebrana za chłopaka). W ostatniej części klipu Ciara razem ze swoimi tancerkami, które również są przebrane za gangsterów, pokazują układ choreograficzny, eksponując przy tym swoje mięśnie.
Tatuaże Ciary w teledysku:
- „Need Love” – Umieszczony na dłoni
- „Like a Boy” – Wierzchnia część prawej dłoni
- „Fear No Man but God” – Na ramieniu
- Anioł, który wypowiada słowa „Sucker for Love”
- Karykatura chłopczycy i dziewczyny mającej swoją czapkę odwróconą do tyłu. Mówi „Princess” i symbolizuje Ciarę.
- „Rest in Peace, Baby Angel Astin”
- „C” – Na szyi.
- „A” – Na lewej dłoni co oznacza miejscowość Atlanta.

## Lista utworów i formaty singla
USA CD Singel/UK CD Singel
1. „Like a Boy” [Wersja główna] – 4:00
2. „Like a Boy” [Instrumental] – 3:57

Europejski CD Maxi Singel/Australijski CD Singel
1. „Like a Boy” [Wersja główna]
2. „Love You Better” [Wersja główna]
3. „Get Up” (featuring Chamillionaire) [Wersja główna]
4. „Get Up” [Monto Blanco Vocal Mix]

Europejski CD Singel
1. „Like a Boy”
2. „Get Up” [Monto Blanco Vocal Mix]

## Wersje/Remiksy
- Album Version
- Video Version
- Instrumental
- Mysto & Pizzi Remix
- Rafael Lelis Remix
- Soul Seekerz Remix
- Kardinal Beats Remix
- Primekiller Remix
- Pugh Remix
- Therapy Vocal Session

## Pozycje na listach
| Lista przebojów (2007)              | Najwyższa pozycja |
| ----------------------------------- | ----------------- |
| USA Billboard Hot 100               | 19                |
| USA Billboard Hot Dance Club Play   | 23                |
| USA Billboard Hot R&B/Hip-Hop Songs | 6                 |
| USA Billboard Pop 100               | 27                |
| USA ARC Weekly Top 40               | 17                |
| Austria Singles Chart               | 48                |
| Chiny Singles Chart                 | 16                |
| Chorwacja Singles Chart             | 9                 |
| Niemcy Black Charts                 | 4                 |
| Europa Billboard Hot 100            | 26                |
| Finlandia Singles Top 20            | 7                 |
| Francja Singles Chart               | 20                |

| Lista przebojów (2007)       | Najwyższa pozycja |
| ---------------------------- | ----------------- |
| Niemcy Singles Chart         | 29                |
| Irlandia Singles Chart       | 11                |
| Włochy Singles Chart         | 43                |
| Łotwa Singles Chart          | 2                 |
| Litwa Airplay Chart          | 5                 |
| Litwa Hot Dance Tracks       | 3                 |
| Litwa Hot R&B/Hip-Hop Songs  | 1                 |
| Nowa Zelandia Top 40 Singles | 29                |
| UK Singles                   | 16                |
| Rosja Top 50 Songs           | 9                 |
| Szwecja Singles Chart        | 8                 |
| Szwajcaria Singles Chart     | 16                |
| Świat                        | 25                |